# George Forster (meurtrier)
Pour les articles homonymes, voir George Forster et Forster.

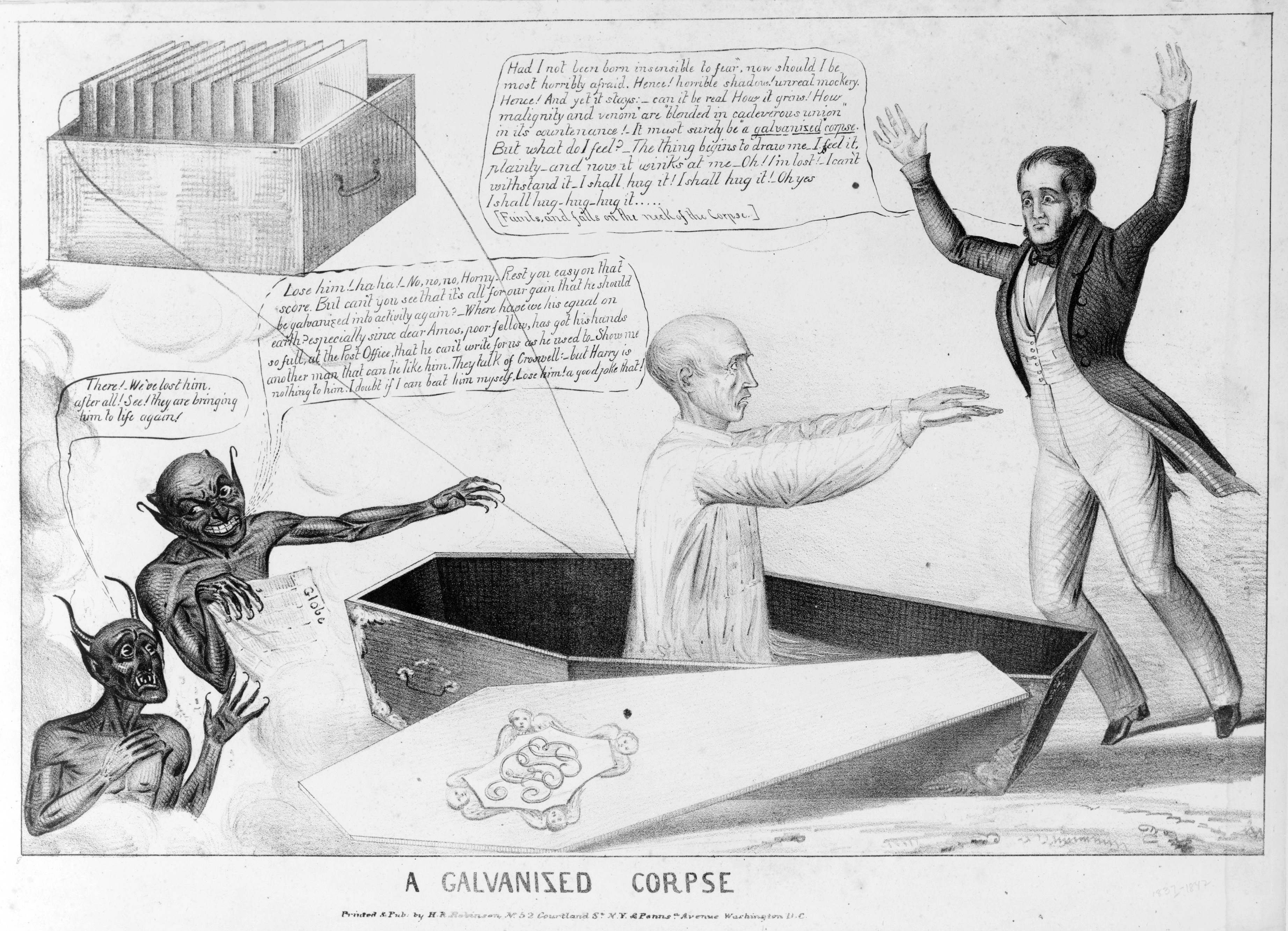
Un corps galvanisé

George Forster est un meurtrier britannique. Condamné à mort pour avoir tué sa femme et son plus jeune enfant, il a été pendu à la prison de Newgate le 18 janvier 1803. Son corps a ensuite subi une démonstration publique des techniques de galvanisme par Giovanni Aldini au Collège Royal de chirurgie. 
L'expérience dont avait fait l'objet le cadavre de Forster a fait grand bruit à l'époque; elle a peut-être contribué à inspirer à Mary Shelley le thème de Frankenstein,.